# Modern Palace
Pour plus de détails, voir Fiche technique et Distribution.
Modern Palace (The City Slicker) est un film américain réalisé par Gilbert Pratt, sorti en 1918.

## Fiche technique
- Titre : Modern Palace
- Titre original : The City Slicker
- Réalisation : Gilbert Pratt
- Production : Hal Roach
- Pays de production : États-Unis
- Format : Noir et blanc - 1,33:1 - Film muet
- Genre : comédie
- Dates de sortie : 
  - États-Unis : 2 juin 1918
  - France : 14 juillet 1922 [1],[2]

## Distribution
- Harold Lloyd : Harold
- Snub Pollard : Snub
- Bebe Daniels : la fille
- Sammy Brooks
- Dee Lampton
- Gus Leonard
- Charles Stevenson